# 小行星4253
小行星4253（英語：4253 Marker）是一颗围绕太阳公转的小行星。1985年10月11日，卡羅琳·舒梅克在帕洛马山发现了此天体。
这颗小行星的绝对星等为341.8496682935917等。